# Luiza Valdetaro
Luiza dos Santos Valdetaro (sinh ngày 7 tháng 9 năm 1985) là một nữ diễn viên và nữ doanh nhân người Brazil. Cô sống ở London kể từ năm 2015, tại đó cô đã trở thành đối tác của nhà sản xuất đa quốc gia BlueMoon và bắt đầu cống hiến sự nghiệp của mình cho tinh thần khởi sự kinh doanh.

## Nghề nghiệp
Năm 2002, Valdetaro đã xuất hiện trong các chương đầu tiên của Malhação mùa 2002 khi cô vẫn còn là học sinh tham gia câu lạc bộ diễn xuất, cho đến khi cô ra mắt trong một cuốn tiểu thuyết cố định, với nhân vật Gabi, trong tác phẩm Celebridade. Sau này, Luiza Valdetaro tham gia tiểu thuyết América, giải thích Manu. Năm 2006, cô sống nhân vật chính đầu tiên của mình trong vở opera xà phòng tuổi teen Malhação. Luiza Valdetaro cũng làm diễn viên nhằm diễn giải nhân vật Gloria, trong Viver a Vida của Manoel Carlos. Năm 2011, Luiza Valdetaro tham gia Telenovela Cordel Encantado với vai Antônia, một trong những nhân vật chính của cốt truyện.
Năm 2012, Valdetaro đã đóng vai Gerusa Bastos, một trong những nhân vật chính của phiên bản làm lại của bộ phim Gabriela, tác phẩm của Jorge Amado do Walcyr Carrasco chuyển thể và đạo diễn Mauro Mendonça Filho thực hiện.
Từ năm 2013 đến 2014, Valdetaro tham gia dàn diễn viên của tiểu thuyết Joia Rara, với vai diễn Hilda, một ca sĩ đầy tham vọng.